# Kevork I (ormiański patriarcha Konstantynopola)
Kevork I (ur. ?, zm. ?) – w latach 1751–1752 53. ormiański Patriarcha Konstantynopola.